# Hufeisennasenartige
Die Hufeisennasenartigen (Rhinolophoidea) sind eine Überfamilie innerhalb der Fledertiere (Chiroptera). Sie sind in weiten Teilen der Alten Welt (Eurasien, Afrika und Australien) verbreitet.
Die körperlichen Gemeinsamkeiten, die auf eine Verwandtschaft dieser sich äußerlich stark unterscheidenden Tiere hindeuten, liegen unter anderem im Bau der Kieferknochen, der Rippen und des Brustbeines sowie im gebogenen Penisknochen (Baculum).
Alle Vertreter dieser Gruppe sind Fleischfresser, neben insektenfressenden Arten finden sich auch solche, die sich vorrangig von Wirbeltieren ernähren. Mit der Australischen Gespenstfledermaus gehört auch die weltweit größte Fledermausart zu den Hufeisennasenartigen.
Phylogenetisch bilden die Hufeisennasenartigen das Schwestertaxon der Flughunde (Pteropodidae). Näheres siehe unter Systematik der Fledertiere.
Diese Gruppe umfasst rund 150 Arten, die in sechs Familien aufgeteilt werden können:
- Schweinsnasenfledermaus (Craseonycteridae)
- Rundblattnasen (Hipposideridae)
- Großblattnasen (Megadermatidae)
- Schlitznasen (Nycteridae)
- Hufeisennasen (Rhinolophidae)
- Rhinonycteridae.[2]

Die Rundblattnasen werden manchmal als Unterfamilie Hipposiderinae in die Hufeisennasen eingeordnet, die enge Verwandtschaft beider Taxa ist unbestritten.